# 셀레스트 브룬켈
셀레스트 브룬켈(Céleste Brunnquell, 2002년 ~ )은 프랑스의 배우이다. 2021 수잔 비앙케티상 수상자이다.